# Heugon
Heugon is een dorp en voormalige gemeente in de Franse gemeente La Ferté-en-Ouche in het departement Orne in de regio Normandië. De voormalige gemeente telt 181 inwoners (1999). De plaats maakt deel uit van het arrondissement Mortagne-au-Perche.

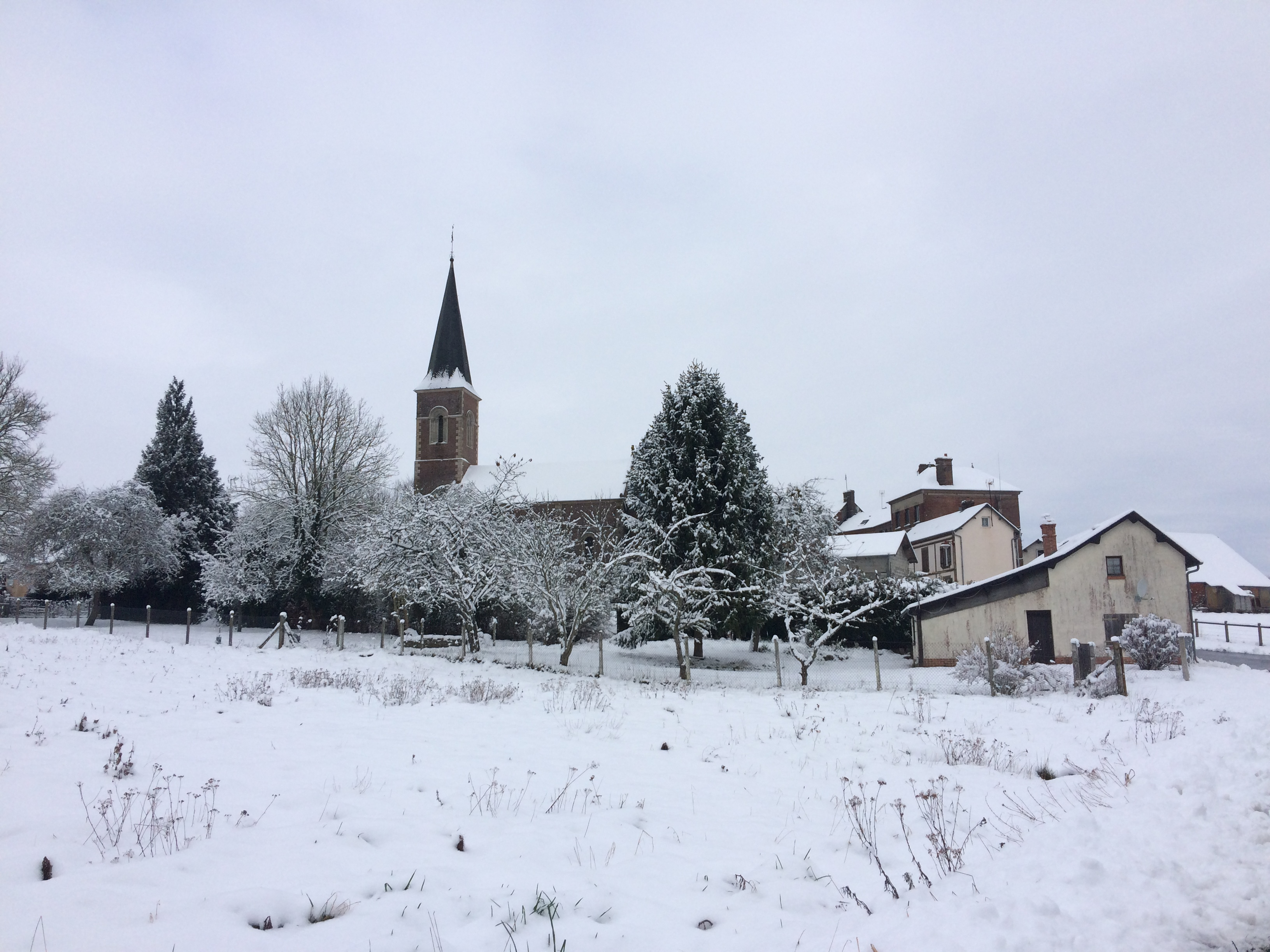
Heugon en de Église Saint-Martin

## Geschiedenis
Op de 18de-eeuwse Cassinikaart is de parochie aangeduid als Heugon, langs de Guiel.
Op het eind van het ancien régime eind 18de eeuw, toen de gemeenten werden gecreëerd, werd Heugon een gemeente.
In 1840 werd buurgemeente Le Douet Arthus aangehecht bij Heugon. Le Douet Arthus werd daarbij overgeheveld van het kanton Gacé naar het kanton La Ferté-Frênel.
Heugon is op 1 januari 2016 gefuseerd met de gemeenten Anceins, Bocquencé, Couvains, La Ferté-Frênel, Gauville, Glos-la-Ferrière,  Monnai, Saint-Nicolas-des-Laitiers en Villers-en-Ouche tot de nieuwe gemeente La Ferté-en-Ouche. 

## Geografie
De oppervlakte van Heugon bedraagt 15,2 km², de bevolkingsdichtheid is 11,9 inwoners per km².
Langs Heugon stroomt de Guiel.
Naast Heugon zelf ligt in de voormalige gemeente ook nog het dorp Le Douet Arthus.
De onderstaande kaart toont de ligging van Heugon met de belangrijkste infrastructuur en aangrenzende gemeenten.

## Bezienswaardigheden
- De Église Saint-Martin

## Demografie
Onderstaande figuur toont het verloop van het inwonertal (bron: INSEE-tellingen).
Deelgemeenten: Anceins · Bocquencé · Couvains · La Ferté-Frênel · Gauville · Glos-la-Ferrière · Heugon · Monnai · Saint-Nicolas-des-Laitiers · Villers-en-Ouche

Overige plaatsen: Le Douet Arthus · Marnefer · Saucanne · Ternant